# Stadion Kaftanzoglio
Kaftanzoglio Stadio, Kaftanzoglio National Stadium of Thessaloniki – wielofunkcyjny stadion sportowy w Grecji, leżący w mieście Saloniki. Jego inauguracja odbyła się 27 października 1960 roku. Trybuny obiektu mogą pomieścić 28 028 widzów.
W latach 2002–2004 stadion został zmodernizowany z myślą o igrzyskach olimpijskich podczas których rozegrano tutaj kilka meczów w ramach turnieju piłki nożnej. W roku 2009 gościł światowy finał lekkoatletyczny.
Aktualnie jest to największy grecki stadion poza stolicą Grecji, Atenami.